# Voluta musica
Espèce
Voluta musica est une espèce de mollusques gastéropodes de la famille des Volutidae.
- Répartition : des Antilles au Brésil.
- Taille : 8 cm